# Гёбель, Генрих
Генрих Гёбель (нем. Heinrich Göbel, 20 апреля 1818, Шпринге — 4 декабря 1893, Нью-Йорк) — германский часовщик, представивший в Нью-Йорке первую пригодную для практического применения электрическую лампу накаливания.

## Биография
Генрих Гёбель родился в городке Шпринге под Ганновером. Он изучил ремесло часовщика и оптика. Его хорошие профессиональные навыки позволили ему установить связи с профессорами ганноверского политехникума. Предположительно ещё в Шпринге Гёбель начал проводить опыты с целью совершенствования лампы накаливания на основе образца К. В. Штарра (американец К. В. Штарр подал в 1845 году в Великобритании заявку на патент, в которой он описал, как разместив тело накала в вакууме и подведя к нему два электрода, можно довести его до свечения).
В 1848-м революционном году тридцатилетний Генрих Гёбель эмигрировал со своей семьёй в США и открыл в Нью-Йорке часовой магазин. Чтобы привлечь внимание покупателей, он установил на крыше цинково-угольную батарею и получил такие яркие световые дуги, что соседи вызывали пожарных. После нескольких выездов пожарных суд запретил Гёбелю использование дуговой лампы на крыше. Наверное, именно это стало причиной того, почему он стал заниматься лампой накаливания.
Часовая мастерская Гёбеля превратилась в «лабораторию», в которой он начал разрабатывать лампу накаливания. Решающим шагом стало использование обугленной бамбуковой нити в качестве нити накаливания. Гёбелю в 1854 году удалось довести до свечения помещённую в вакуум угольную нить толщиной 0,2 мм. Угольная нить светилась значительно дольше, чем все остальные металлические нити, использовавшиеся в экспериментах. В целях экономии Гёбель в качестве стеклянной колбы сначала использовал флаконы от одеколона, а позднее — стеклянные трубки. Вакуум в стеклянной колбе он создавал путём заполнения и выливания ртути, то есть с помощью метода, применявшегося при строительстве барометров. В качестве источника тока служила батарея Алессандро Вольты.
Лампа накаливания Гёбеля не нашла тогда должного внимания. Для её промышленного изготовления и широкого использования ещё не было важных предпосылок. Создание глубокого вакуума стало возможным лишь после появления ртутного насоса Шпренгеля в 1865 году. Непрерывное производство энергии стало возможным после разработки Сименсом динамо-машины.
В возрасте 75 лет Генрих Гёбель получил признание как изобретатель первой пригодной для использования лампы накаливания с угольной нитью. И по прошествии 150 лет после первой демонстрации лампы Гёбеля его изобретение все ещё продолжает вызывать восхищение.
Суд подтвердил Гёбелю, что его лампа накаливания с угольной нитью «действительно является подходящим для использования источником света и что он использовал и прилюдно показывал подходящую для практического применения лампу накаливания ещё за несколько десятилетий до Эдисона». Американский патент Эдисона пришлось признать недействительным до окончания срока действия охранных прав.